# Liste der diplomatischen Vertretungen in Mosambik

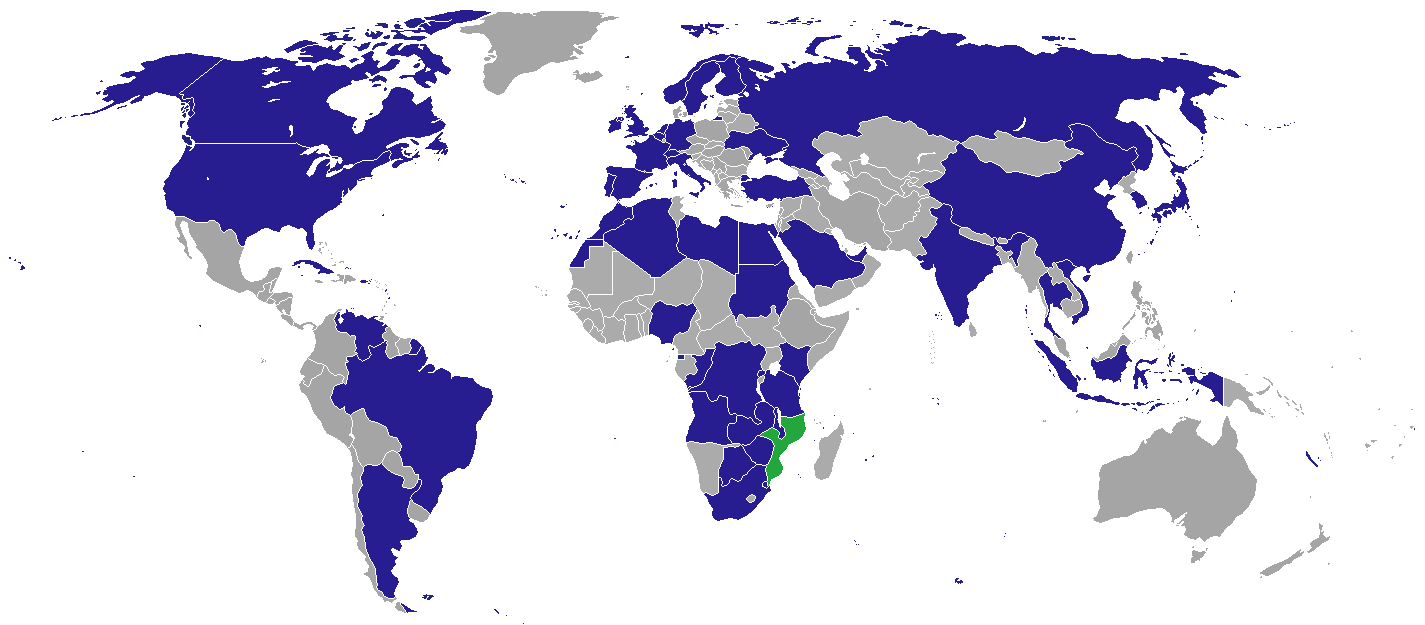
Karte der Länder, die diplomatische Vertretungen in Mosambik unterhalten

Dies ist eine Liste der diplomatischen und konsularischen Vertretungen in Mosambik. Derzeit unterhalten 42 Ländern Botschaften bzw. Hohe Kommissionen in der mosambikanischen Hauptstadt, zahlreiche weitere Länder unterhalten Honorarkonsulate. Des Weiteren sind mehr als dreißig Botschaften, vor allem in Pretoria und Harare, als konsularische Vertretung ihres jeweiligen Landes für Mosambik akkreditiert.

## Diplomatische Vertretungen

### Botschaften und Hohe Kommissionen in Maputo

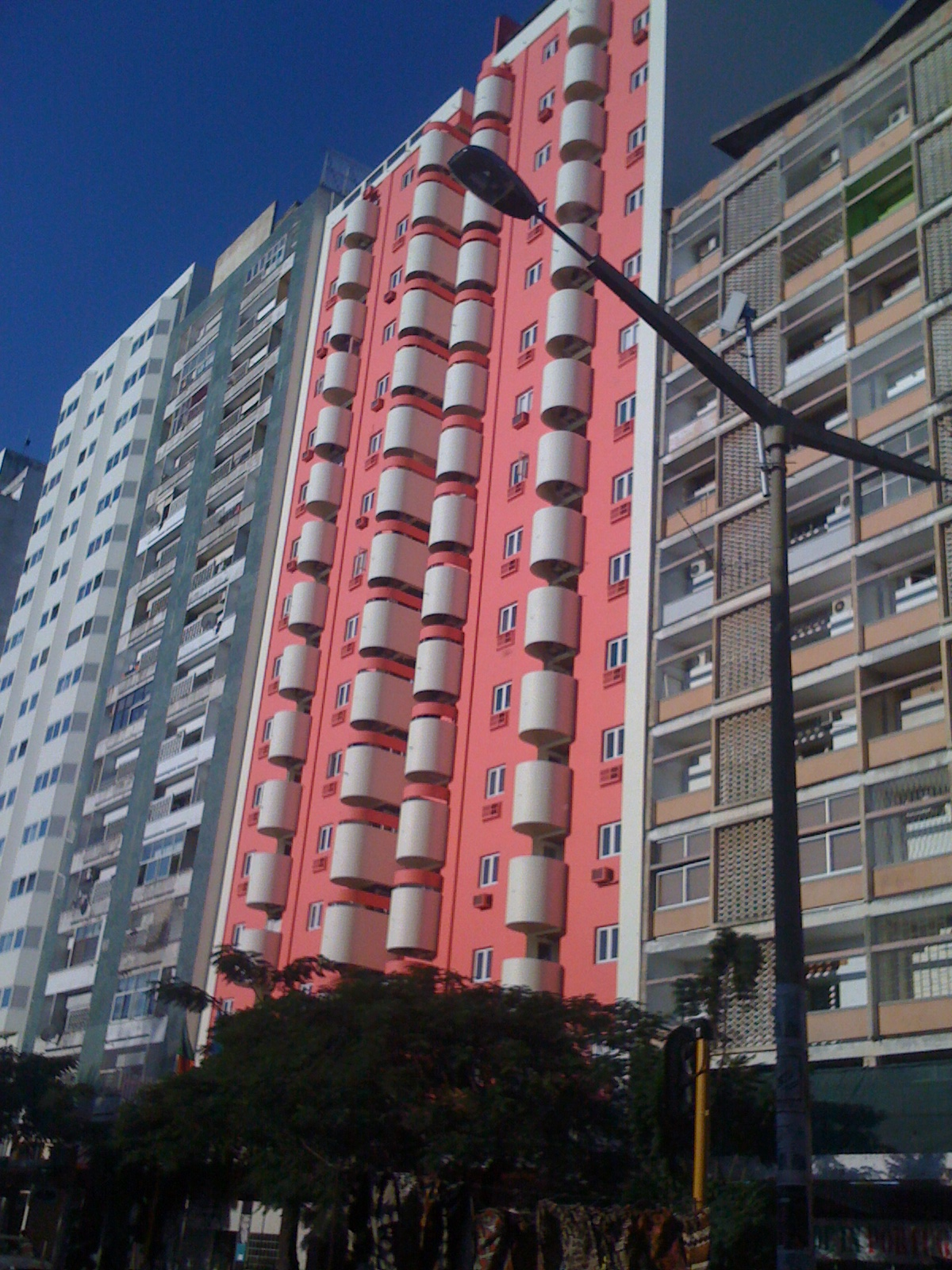
Sitz der Botschaft Portugals in der Avenida Julius Nyerere

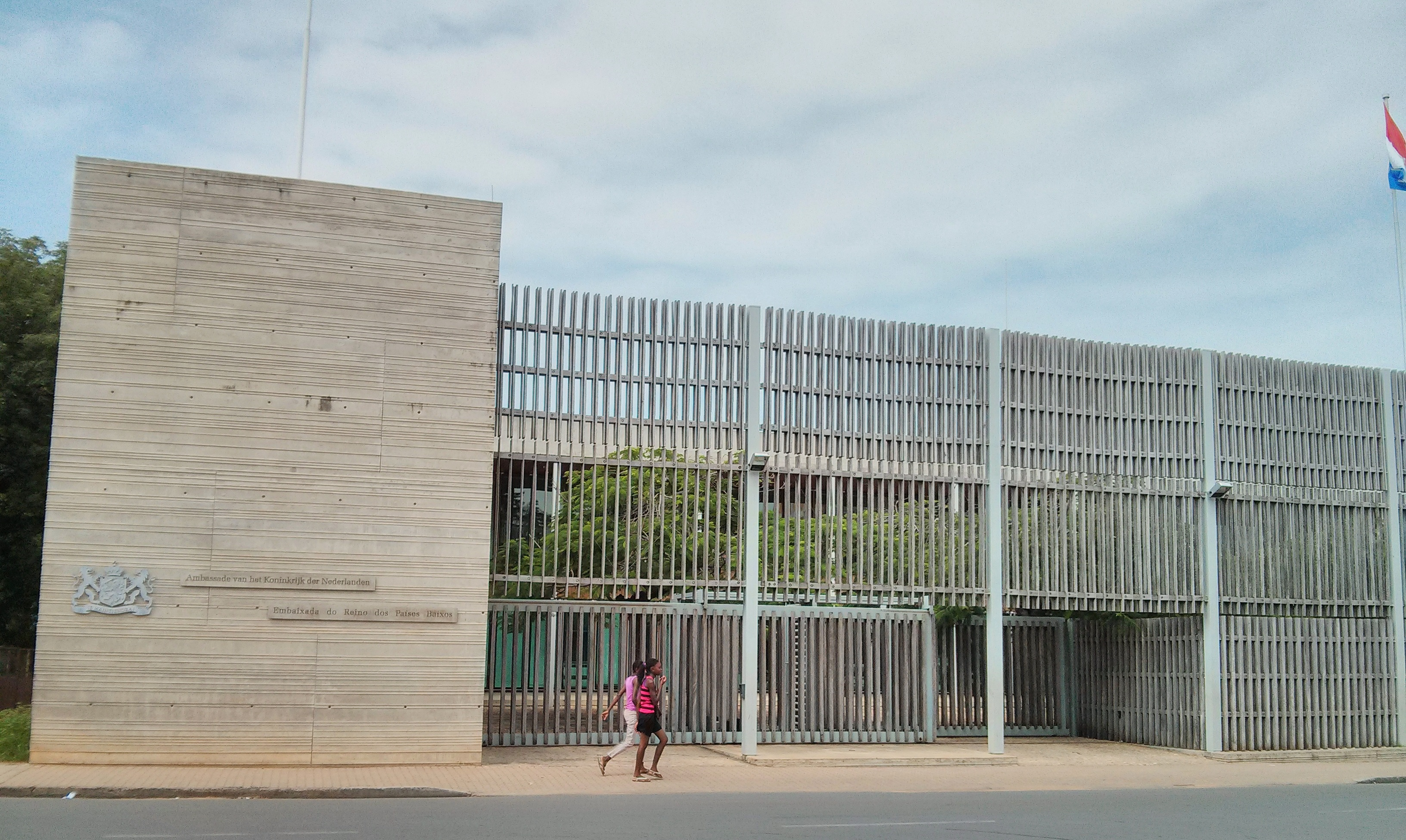
Botschaft der Niederlande in der Avenida Kwame Nkrumah

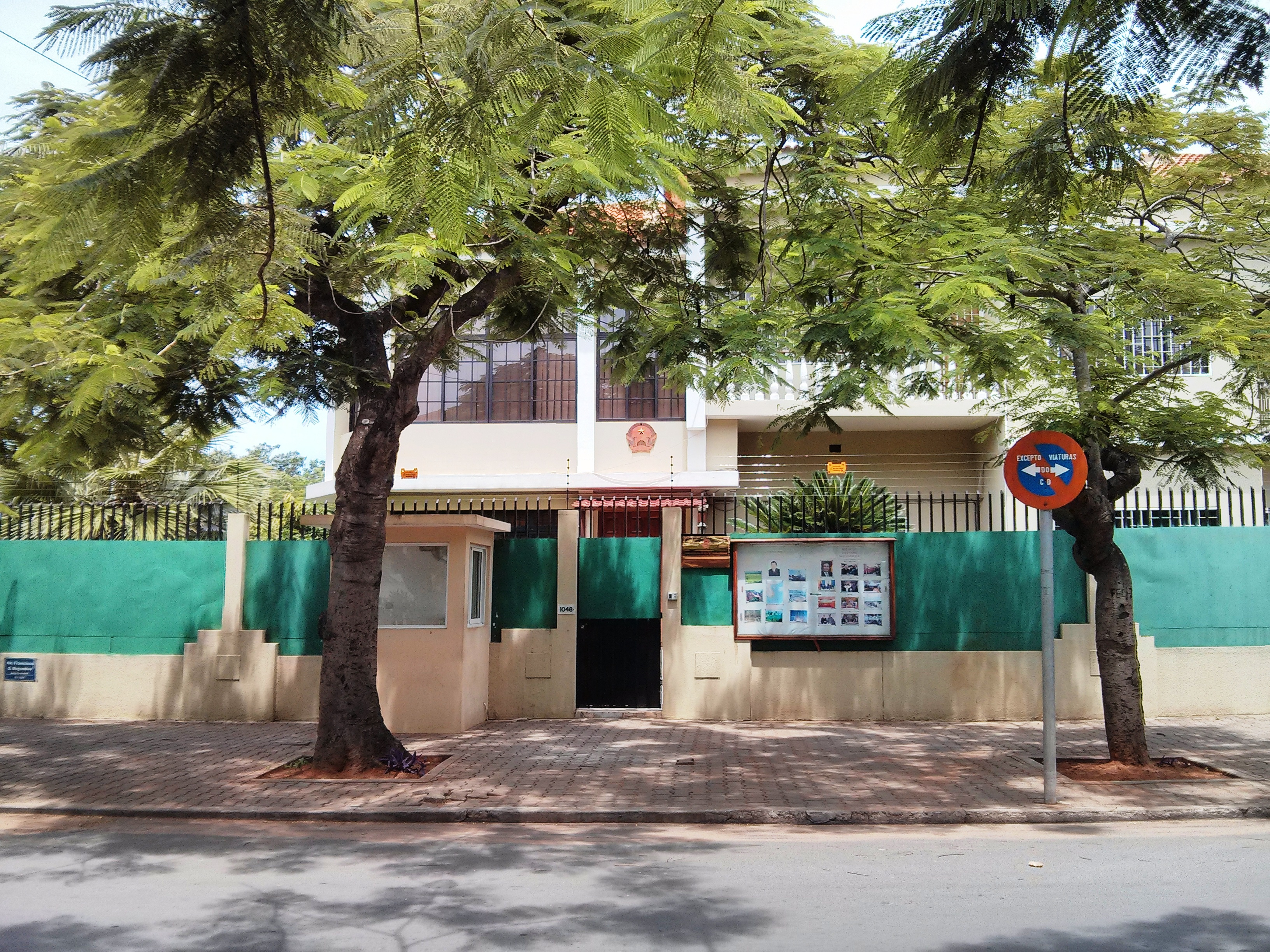
Botschaft von Vietnam in der Avenida Francisco Orlando Magumbwe

| - Ägypten, Botschaft - Algerien, Botschaft - Angola, Botschaft - Argentinien, Botschaft - Brasilien, Botschaft - Botswana, Hohe Kommission - Volksrepublik China, Botschaft - Deutschland, Botschaft - Finnland, Botschaft - Frankreich, Botschaft - Indien, Hohe Kommission - Indonesien, Botschaft - Irland, Botschaft - Island, Botschaft - Italien, Botschaft - Japan, Botschaft | - Kanada, Hohe Kommission - Demokratische Republik Kongo, Botschaft - Kuba, Botschaft - Libanon, Botschaft (geplant) - Libyen, Vertretungsbüro - Malawi, Hohe Kommission - Mauritius, Hohe Kommission - Niederlande, Botschaft (siehe Niederländische Botschaft Maputo) - Nigeria, Hohe Kommission - Norwegen, Botschaft - Osttimor, Botschaft - Palästina, Botschaft - Portugal, Botschaft - Ruanda, Hohe Kommission - Russland, Botschaft | - Sambia, Hohe Kommission - Sudan, Botschaft - Schweden, Botschaft - Schweiz, Botschaft - Simbabwe, Botschaft - Spanien, Botschaft - Südafrika, Hohe Kommission - Eswatini, Hohe Kommission - Tansania, Hohe Kommission - Vereinigte Staaten, Botschaft - Vereinigtes Königreich, Hohe Kommission - Westsahara, Botschaft |

### Andere Vertretungen in Maputo
- Europäische Union, Delegation
- Vatikanstadt, Apostolische Nuntiatur

## Konsularische Vertretungen

### Konsularische Vertretungen in Beira
- Portugal, Generalkonsulat
- Simbabwe, Generalkonsulat

## Nicht in Mosambik vertreten, jedoch für Mosambik akkreditiert
| - Argentinien, Pretoria - Äthiopien, Harare - Australien, Pretoria - Bangladesch, Pretoria - Belgien, Pretoria - Burundi, Pretoria - Chile, Pretoria - Eritrea, Pretoria - Ghana, Harare - Indonesien, Harare - Israel, Luanda | - Kamerun, Addis-Abeba - Kenia, Harare - Kroatien, Pretoria - Lesotho, Pretoria - Malaysia, Pretoria - Mali, Pretoria - Namibia, Pretoria - Neuseeland, Pretoria - Nordkorea, Dar-es-Salam - Österreich, Pretoria - Pakistan, Pretoria - Paraguay, Pretoria | - Polen, Pretoria - Rumänien, Pretoria - Saudi-Arabien, Lusaka - Slowakei, Pretoria - Südkorea, Harare - Trinidad und Tobago, Pretoria - Tschechien, Harare - Ukraine, Pretoria - Ungarn, Pretoria - Vereinigte Arabische Emirate, Pretoria |